# David Sime
David William Sime dit Dave Sime, né le 25 juillet 1936 à Paterson (New Jersey) et mort le 12 janvier 2016 à Miami, est un athlète américain.

## Palmarès
- Jeux olympiques d'été de 1960 à Rome (Italie) :
  -  Médaille d'argent sur 100 mètres.